# Arthur Ashe
Arthur Robert Ashe, Jr. (Richmond, Virginia, 1943, július 10. – New York, 1993, február 6.) amerikai hivatásos teniszező.
1968-ban ő lett az első afroamerikai Grand Slam-győztes, amikor az első nyílt US Openen diadalmaskodott. Karrierje során még két Grand Slam-tornát nyert meg: az 1970-es Australian Opent és 1975-ben Wimbledont. 1979-ben szívműtéten esett át, ami végül visszavonulásához vezetett. Egyik vérátömlesztésekor megfertőződött a HIV-vel, ami korai halálát okozta, 1993-ban.
Ashe teniszkarrierje mellett polgárjogi küzdelmeivel is felhívta magára a figyelmet, nyíltan bírálta a Dél-Afrikában fennálló apartheid rendszert. Élete utolsó évében figyelmét annak szentelte, hogy a világon minél több helyen keltse fel a figyelmet az AIDS-re és áldozataira. Halála után szülővárosában szobrot állítottak neki, és tiszteletére nevezték el a US Open centerpályáját.
1985-ben az International Tennis Hall of Fame, a Teniszhírességek Csarnokának tagjává választották.

## Grand Slam döntői

### Győzelmei (3)
| Év   | Helyszín        | Ellenfél a döntőben | Eredmény a döntőben       |
| 1968 | US Open         | Tom Okker           | 14-12, 5-7, 6-3, 3-6, 6-3 |
| 1970 | Australian Open | Dick Crealy         | 6-4, 9-7, 6-2             |
| 1975 | Wimbledon       | Jimmy Connors       | 6-1, 6-1, 5-7, 6-4        |

### Elvesztett döntői (4)
| Év   | Helyszín        | Ellenfél a döntőben | Eredmény a döntőben     |
| 1966 | Australian Open | Roy Emerson         | 6-4, 6-8, 6-2, 6-3      |
| 1967 | Australian Open | Roy Emerson         | 6-4, 6-1, 6-4           |
| 1971 | Australian Open | Ken Rosewall        | 6-1, 7-5, 6-3           |
| 1972 | US Open         | Ilie Năstase        | 3-6, 6-3, 6-7, 6-4, 6-3 |